# Luise Krüger
Luise Krüger   (Cotta, 11 de gener de 1915 - Dresden, 13 de juny de 2001) va ser una atleta alemanya, especialista en el llançament de javelina que va competir durant les dècades de 1930 i 1940.
El 1936 va prendre part en els Jocs Olímpics de Berlín, on guanyà la medalla de plata en la prova del llançament de javelina del programa d'atletisme.
En el seu palmarès també destaca una medalla de bronze al Campionat d'Europa d'atletisme de 1938 i als Jocs Mundials femenins de 1934, així com vuit campionats nacionals en diferents modalitats atlètiques. Posteriorment va formar part de la Junta del Federació Alemanya d'Atletisme.

## Millors marques
- Llançament de javelina. 46,27 metres (1939)[1][2]